# Constructeur (programmation)
Pour les articles homonymes, voir Constructeur.

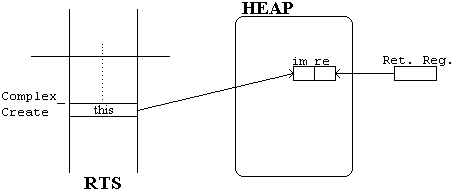
constructeur PMI

Un constructeur est, en programmation orientée objet, une fonction particulière appelée lors de l'instanciation. Elle permet d'allouer la mémoire nécessaire à l'objet et d'initialiser ses attributs.
Si le langage l'autorise, la surcharge est possible et les constructeurs se différencient par le nombre et le type des paramètres passés et renvoyés mais aussi par le formalisme employé. Dans de nombreux langages, on distingue certains constructeurs en particulier :
- le constructeur par défaut n'a aucun argument ;
- le constructeur par recopie a un unique argument du même type que l'objet à créer (généralement sous forme de référence constante) et il recopie les attributs depuis l'objet passé en argument sur l'objet à créer.

Ces deux constructeurs ont souvent une définition attribuée par défaut par le compilateur. Le constructeur par défaut n'a alors aucun effet ; le constructeur de recopie par contre recopiera les valeurs de tous les membres de l'objet donné vers l'objet courant. Ceci peut s'avérer particulièrement dangereux, spécialement dans le cas où des pointeurs sont alloués par le constructeur et libérés par le destructeur.

## En Java
En Java, new est un opérateur unaire de construction qui crée un nouvel objet ou un nouveau tableau.
Pour créer un nouvel objet, le mot-clé new doit être suivi d'une méthode qui soit un constructeur.
Par exemple, on pourra avoir :
```
MaClasse
 
obj
;
 

    
...
 

obj
 
=
 
new
 
MaClasse
(
5
,
 
"bonjour"
);

```

si toutefois la classe MaClasse a un constructeur qui possède deux paramètres : un entier et une chaîne de caractères.
Pour créer un nouveau tableau, on peut par exemple écrire :
```
String
[]
 
arguments
 
=
 
new
 
String
[
10
]
;

    
// ou bien : 

int
[][]
 
uneMatrice
 
=
 
new
 
int
[
4
][
5
]
;

    
// ou encore : 

int
[][]
 
quatreLignes
 
=
 
new
 
int
[
4
][]
;

```

## En C++
En C++, le constructeur est une fonction membre publique de la classe portant le même nom que celle-ci.
Il est appelé lors de la déclaration de l'objet ou lors de l'utilisation du mot-clé new (lors d'une allocation sur le tas). Le constructeur peut utiliser la syntaxe constructeur(argument) : variable(argument) pour initialiser les variables.
```
#include
 
<memory>

class
 
Object

{

    
public
 
:

        
Object
 
();
                      
// Constructeur par défaut

        
Object
 
(
int
 
n
)
 
:
 
nombre
(
n
){};
   
// Constructeur paramétrique

        
Object
 
(
const
 
Object
&
);
         
// Constructeur par recopie

        
~
Object
 
();
                     
// Destructeur

        
int
 
nombre
;

};

int
 
main
 
()

{

    
{
 
//allocation sur la pile

        
Object
 
obj
;
       
// Appel du constructeur par défaut pour obj

        
Object
 
obj2
(
obj
);
 
// Appel du constructeur par recopie pour obj2

        
Object
 
obj3
(
4
);
   
// Appel du constructeur paramétrique pour obj3

    
}
 
// Appel du destructeur pour obj, obj2 et obj3 lors de la sortie de la portée

    

    
{
 
//allocation sur le tas

        
Object
 
*
 
p_obj
 
=
 
new
 
Object
(
27
);
 
// Appel du constructeur paramétrique pour créer un Object sur le tas

        
//et initialisation de p_obj à l'adresse de cet Object

        
//si le pointeur sortait de la portée ici, l'adresse de l'Object déclaré sur le tas

        
//serait perdue et ainsi de la mémoire ne serait pas libérée

        
delete
 
p_obj
;
 
// Appel du destructeur pour détruire l'objet pointé par p_obj

        
//et libération de la mémoire allouée

    
}

    

    
{
 
//allocation sur le tas grâce à un pointeur intelligent

        
std
::
unique_ptr
<
Object
>
 
p_obj2
;
 
//on déclare un objet sur le tas qu'on a pas besoin de supprimer manuellement

        
p_obj2
 
=
 
new
 
Object
(
42
);
 
//Appel du constructeur paramétrique pour créer un Object sur le tas

        
//et initialisation de p_obj2 à l'adresse de cet Object

    
}
 
//appel du destructeur de p_obj2 qui lui même appelle le destructeur de l'Object pointé et libère la mémoire lors de la sortie de la portée

}

```

## En C#
Exemple de constructeur en C# :
```
public
 
class
 
MaClasse

{

    
private
 
int
 
a
;

    
private
 
string
 
b
;

    
// Constructeur

    
public
 
MaClasse
()
 
:
 
this
(
42
,
 
"string"
)

    
{

    
}

    
// Surcharge d'un constructeur

    
public
 
MaClasse
(
int
 
a
,
 
string
 
b
)

    
{

        
this
.
a
 
=
 
a
;

        
this
.
b
 
=
 
b
;

    
}

}

```

```
// Instanciation d'un objet à l'aide du constructeur 

MaClasse
 
c
 
=
 
new
 
MyClass
(
42
,
 
"string"
);

```

Il existe par ailleurs en C# des constructeurs statiques, qui permettent d'initialiser une donnée statique et d'effectuer une action particulière devant être effectuée une seule fois. Les constructeurs statiques sont appelés implicitement avant qu'une instance ne soit créée. Tout appel à une classe (appel statique ou constructeur), déclenche l'exécution du constructeur statique.
Exemple d'utilisation d'un constructeur statique :
```
public
 
class
 
MaClasse

{

    
private
 
static
 
int
 
_A
;

    
// Constructeur statique

    
static
 
MaClasse
()

    
{

        
_A
 
=
 
32
;

    
}

    
// Constructeur standard

    
public
 
MaClasse
()

    
{

    
}

}

```

```
// Instanciation d'un objet à l'aide du constructeur 

// juste avant l'instanciation

// Le constructeur statique est exécuté, _A prend la valeur 32

MaClasse
 
c
 
=
 
new
 
MaClasse
();

```

## Critique
Dans les langages tels Java, l'appel à un constructeur est équivalent à l'appel d'une méthode statique, ce qui rend plus difficile l'écriture de tests unitaires pour une méthode. L'injection de dépendance permet au programmeur de ne plus devoir écrire aucun appel de constructeur car le framework d'injection de dépendance s'en charge à sa place.